# San Bernardino Valley College
San Bernardino Valley College es un colegio comunitario público en San Bernardino, California . Está acreditado por la Asociación Occidental de Escuelas y Colegios. El instituto tiene una matrícula de 17,044  estudiantes y cubre 82 acres (33,2 ha) . Valley College también forma parte del Distrito de Colegios Comunitarios de San Bernardino, que incluye el Crafton Hills College ubicado en las cercanías de Yucaipa y el Centro de Desarrollo Profesional en San Bernardino.

## Historia

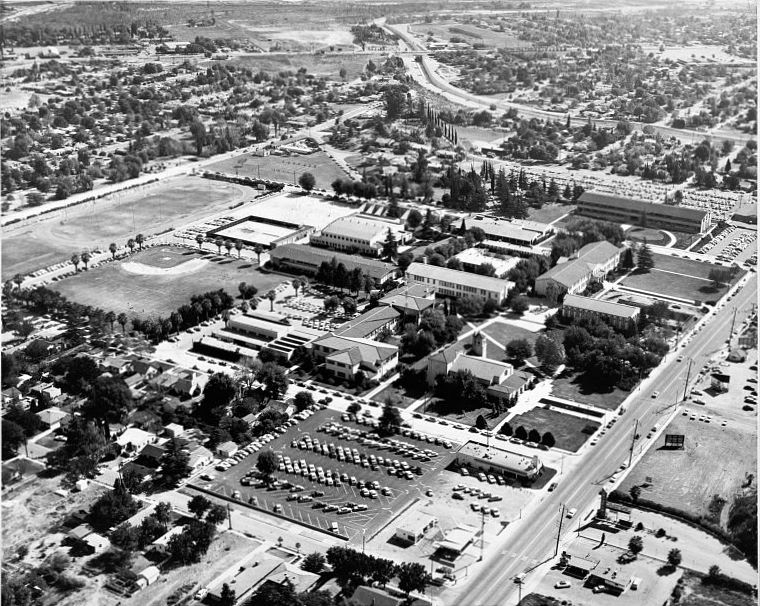
Colegio Junior de San Bernardino, alrededor de 1933

San Bernardino Junior College se estableció en 1926 y es el vigésimo quinto colegio universitario comunitario más antiguo de California. En 1926, las instalaciones de San Bernardino Valley College se dividió entre San Bernardino High School y Colton High School y contaba con 140 estudiantes y un administrador, George H. Jantzen, quien era el decano del instituto. Hoy, San Bernardino Valley College ofrece clases a 25,000 estudiantes y funciona con un presupuesto anual de $59 millones. El distrito universitario, que incluye dos instalaciones, tiene 148 profesores de tiempo completo, 429 profesores de medio tiempo y 459 miembros del personal. Sirve a varios distritos de escuelas secundarias y el distrito abarca casi 500 millas cuadradas (1300 km2). 

## Académica

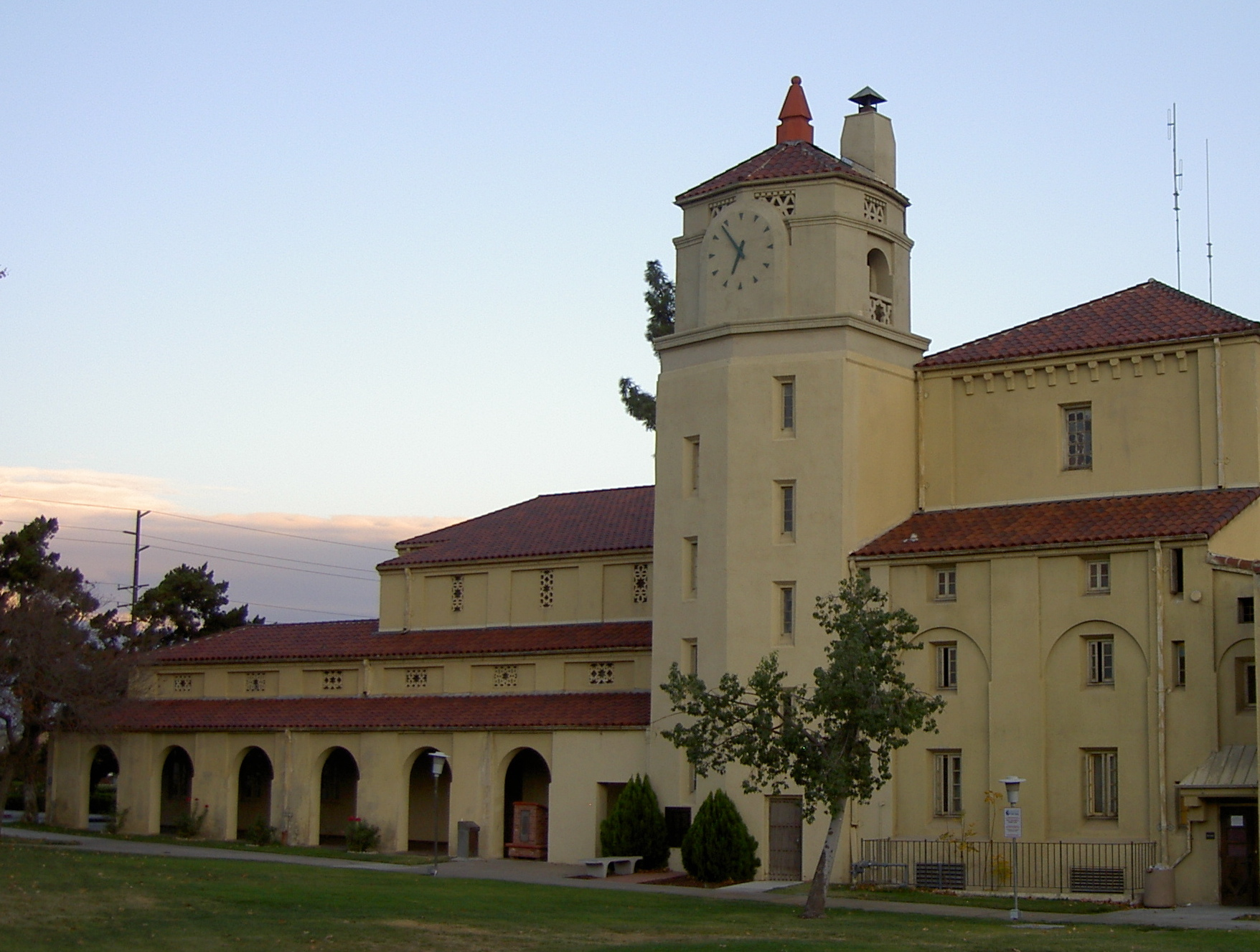
Historico auditorio de Renacimiento Colonial Español de SBVC.

El San Bernardino Junior College ofrece cursos que corresponden a los requisitos de la división inferior de la Universidad de California y el sistema de la Universidad Estatal de California para que los estudiantes calificados puedan transferirse a instituciones de cuatro años con categoría junior. El instituto también ofrece programas especializados que conducen directamente al empleo oa mejorar las habilidades y el conocimiento de aquellos que ya son empleados en la fuerza laboral. Estos incluyen programas de grado de Asociado en Artes, programas de grado de Asociado en Ciencias y certificados.

## Vida de estudiante
San Bernardino Valley College también ofrece a sus estudiantes una diversa selección de clubes. En San Bernardino Valley College hay más de 30 clubes y organizaciones que representan una variedad de actividades académicas y profesionales. También hay una serie de grupos de interés especial.

## Colegio comunitario intermedio en SBVC
Middle College High School (MCHS) es una de las nueve escuelas secundarias del Distrito Escolar Unificado de la Ciudad de San Bernardino (SBCUSD). Hay seis escuelas secundarias integrales y tres escuelas secundarias alternativas/de continuación adicionales. MCHS se identifica como una escuela secundaria alternativa especializada enfocada en la inscripción doble para poblaciones marginadas, mal preparadas y tradicionalmente mal representadas.
MCHS fue diseñada en 2001 como una escuela secundaria alternativa para estudiantes de alto potencial pero bajo rendimiento como un proyecto conjunto del SBCUSD y San Bernardino Valley College (SBVC). MCHS está ubicado directamente al norte de las instalaciones de SBVC y atrae a sus estudiantes de toda el área de asistencia de SBCUSD.
Los estudiantes que asisten a MCHS están inscritos simultáneamente en MCHS y SBVC, donde los estudiantes pueden obtener una cantidad significativa de unidades universitarias mientras completan su diploma de escuela secundaria. Cada año, una cantidad de estudiantes de último año que se gradúan de MCHS obtienen el título de asociado en artes de SBVC. La visión de MCHS es que cada estudiante de MCHS se gradúe de una universidad de cuatro años con preparación para una carrera, liderazgo y éxito personal.

## Atletismo
San Bernardino Valley College es miembro de la Conferencia Atlética Inland Empire (IEAC) en 9 de sus 12 deportes. Los programas de Wolverines, tales como: atletismo masculino y atletismo femenino, se llevan a cabo en otras conferencias atléticas del sur de California debido a que SBVC es la única escuela miembro de IEAC con esa oferta deportiva. SBVC Football es miembro de la American Division-Mountain Conference en la Asociación de Football del Sur de California (SCFA). Cada deporte tiene una alineación competitiva diferente dentro de la conferencia.
SBVC compite con: Antelope Valley College (Solo Football), Barstow College, Cerro Coso Community College, Chaffey College, Citrus College (Solo Football), College of the Desert, Copper Mountain College, Crafton Hills College, Mt. San Jacinto College, Norco College, Palo Verde College y Victor Valley College.
De 1926 - 2000, la mascota de SBVC asociada a SBVC se denominaban los indios pero desde 2000, la mascota de SBVC se conoce como los Wolverines, para consternación de los ex alumnos y las tribus del área por igual.
Los equipos de baloncesto masculino y femenino jugaron sus partidos en casa en el Joseph W. Snyder Gymnasium de 1975 a 2016.
 

Deportes de otoño                                             Deportes de Invierno                           Deportes de Primavera
- Carrera a campo abierto (Masculino)               Baloncesto (Masculino)                        Béisbol

- Carrera a campo abierto (Femenino)               Baloncesto (Femenino)                        Softbol
- Fútbol soccer (Masculino)                                                                                              Atletismo (Masculino)
- Fútbol soccer (Femenino)                                                                                              Atletismo (Femenino)
- Fútbol Americano (Football)
- Vóleibol (Femenino)

### Campeonatos Atléticos
San Bernardino Valley College tiene numerosos logros en el campo de los deportes competitivos. A continuación, se incluirá una lista de los logros atléticos que sólo se otorgan a unos pocos seleccionados. El autor de esta sección desea reconocer el trabajo de los exalumnos Roger Schmidt y Harry Carson Frye y agradecerles por su extensa historia que proporciona la base de la información a continuación.[cita requerida]

### Campeones Nacionales
| Football (1926–Presente)     | Tiro con Arco Masculino (1952–1978) | Tiro con Arco Femenino (1952–1978) | Tiro con Arco Mixto (1952–1978) |
| ---------------------------- | ----------------------------------- | ---------------------------------- | ------------------------------- |
| 2 veces Campeones Nacionales | 5 veces Campeones Nacionales        | 2 veces Campeones Nacionales       | 1 vez Campeones Nacionales      |
| 1951 & 1992                  | 1960-1971-1972-1973-1975            | 1960 & 1974                        | 1973                            |

### Campeones Estatales
| Carrera a campo abierto masculino (1928-presente) | Football (1926-presente)    | Football femenino (1996-presente) |
| ------------------------------------------------- | --------------------------- | --------------------------------- |
| 5 veces Campeones Estatales                       | 2 veces Campeones Estatales | Campeones Estatales               |
| 2006-2007-2008-2009-2010                          | 1982 y 1992                 | 2010                              |

| Lucha libre (1955-2001)            | Tiro con arco masculino (1952-1978) | Golf masculino (1929-1992) |
| ---------------------------------- | ----------------------------------- | -------------------------- |
| 7 veces Campeones Estatales        | 3 veces Campeones Estatales         | Campeón Estatal            |
| 1958-1959-1960-1961-1963-1967-1968 | 1972-1973-1974                      | 1957                       |

| Voleibol masculino (1929-1982) | Tiro con arco femenino (1952-1978) | Gimnasia femenina (1952-1978) | Tiro con arco mixto (1952-1978) |
| ------------------------------ | ---------------------------------- | ----------------------------- | ------------------------------- |
| Campeón Estatal                | 3 veces Campeones Estatales        | Campeones Estatales           | 3 veces Campeones Estatales     |
| 1975                           | 1972-1973-1974                     | 1968                          | 1972-1973-1974                  |

| Béisbol (1927-presente)                                                    | Baloncesto masculino (1926-presente)                                  | Baloncesto femenino (1975-presente)          |
| -------------------------------------------------------------------------- | --------------------------------------------------------------------- | -------------------------------------------- |
| 15 veces Campeón de Conferencia                                            | 14 veces Campeón de Conferencia                                       | 9 veces Campeón de Conferencia               |
| 1946-1960-1961-1963-1972-1984-1986-1990-1993-1998-2003-2004-2013-2014-2015 | 1946-1956-1970-1971-1988-1993-2003-2005-2007-2009-2010-2012-2014-2015 | 1998-2001-2008-2009-2010-2011-2012-2014-2015 |

| Carrera a campo abierto femenino (1977-presente) | Carrera a campo abierto masculino (1928-presente)                                                                       | Football (1926-presente)                                                   |
| ------------------------------------------------ | --- | -------------------------------------------------------------------------- |
| 6 veces Campeón de Conferencia                   | 24 veces Campeón de Conferencia                                                                                         | 15 veces Campeón de Conferencia                                            |
| 1991-2005-2006-2007-2013-2014                    | 1947-1980-1986-1990-1992-1996-1997-1998-1999-2000-2001-2002-2003-2004-2005-2006-2007-2008-2009-2010-2011-2012-2013-2014 | 1927-1937-1938-1943-1952-1959-1982-1988-1991-1992-1993-1995-1996-1997-2010 |

| Softbol (1977-presente)        | Atletismo masculino (1927-presente)                         | Atletismo femenino (1980-presente) | Football femenino (1996-presente)  |
| ------------------------------ | ----------------------------------------------------------- | ---------------------------------- | ---------------------------------- |
| 5 veces Campeón de Conferencia | 12 veces Campeón de Conferencia                             | 3 veces Campeón de Conferencia     | 7 veces Campeón de Conferencia     |
| 1978-1979-1987-1998-2015       | 1989-1990-1991-1992-1993-1994-1995-1997-2001-2002-2004-2005 | 1983-2001-2002                     | 2008-2009-2010-2012-2013-2014-2015 |

| Voleibol femenino (1974-presente)                                | Lucha libre (1955-2001)                                               | Golf masculino (1929-1992)     |
| ---------------------------------------------------------------- | --------------------------------------------------------------------- | ------------------------------ |
| 13 veces Campeón de Conferencia                                  | 14 veces Campeón de Conferencia                                       | 6 veces Campeón de Conferencia |
| 1976-1986-1994-1995-1996-1997-1998-2000-2001-2002-2004-2005-2006 | 1958-1959-1960-1961-1962-1963-1964-1965-1966-1967-1968-1969-1970-1972 | 1931-1938-1947-1948-1958-1980  |

| Tenis masculino (1927-2004)                  | Tenis femenino (1973-2002)     | Natación masculina (1948-1993) |
| -------------------------------------------- | ------------------------------ | ------------------------------ |
| 9 veces Campeón de Conferencia               | 4 veces Campeón de Conferencia | Campeón de Conferencia         |
| 1947-1950-1951-1952-1964-1983-1985-1986-1987 | 1985-1986-1987-1991            | 1989                           |

| Natación femenina (1983-1993)  | Tiro con arco masculino y femenino (1952-1978) | Voleibol masculino (1972-1982) |
| ------------------------------ | ---------------------------------------------- | ------------------------------ |
| 2 veces Campeón de Conferencia | 7 veces Campeón de Conferencia                 | 5 veces Campeón de Conferencia |
| 1991-1992                      | 1971-1972-1973-1974-1975-1977-1978             | 1974-1975-1976-1977-1978       |

| Gimnasia masculina (1926-1969) | Gimnasia femenina (1967-1969)  | Boliche (1947-1973)    | Bádminton (1939-1975)  |
| ------------------------------ | ------------------------------ | ---------------------- | ---------------------- |
| Campeón de Conferencia         | 2 veces Campeón de Conferencia | Campeón de Conferencia | Campeón de Conferencia |
| 1933                           | 1967-1968                      | 1971                   | 1974                   |

## Reconstrucción Sísmica
Los constructores originales del instituto desconocían los peligros de fallas locales y construyeron el instituto sobre una cresta de presión elevada (el dique Bunker Hill) a lo largo de la zona de fallas de San Jacinto, que divide el terreno y corre debajo de los cimientos de algunos edificios. Entre 2001 y 2010, se demolieron varios de los edificios principales del instituto y se construyeron otros a su alrededor.
En 1935, cuando los daños causados por el terremoto de Long Beach de 1933 que aún es un recuerdo reciente, SBVC contrató a John Buwalda del Laboratorio Sismológico de Caltech para evaluar los peligros sísmicos. Buwalda descubrió e informó la presencia de la falla, recomendando específicamente "una zona de no edificación de mil pies de ancho, que básicamente abarcaba casi todo el instituto. Ellos [SBVC] ignoraron su consejo, a pesar de que pagaron por su informe".

### 1990s
Los fideicomisarios de SBVC contrataron al profesor Kerry Sieh, también de Caltech, para realizar un estudio de riesgo sísmico en 1995–96. Esto confirmó el peligro de la falla para el plantel. Las trincheras excavadas revelaron que el rastro superficial de la falla atravesaba cuatro de los edificios de la escuela. Se determinó que otros ocho edificios estaban en riesgo debido a la fractura secundaria del suelo oa su ubicación a lo largo de un pliegue superficial activo causado por fallas de cabalgamiento ciego poco profundas. Los edificios, la mayoría de ellos con más de 50 años, no se construyeron según los estándares sísmicos modernos y se decidió que sería más sensato crear nuevos edificios alejados y paralelos a la falla que reacondicionar los edificios antiguos.

### 2000-2010
Los edificios reemplazados incluyeron el Edificio de Administración, la Biblioteca, el Centro de Estudiantes/Edificio de la Cafetería, el Edificio de Arte, los Edificios de Ciencias Físicas, el Edificio de Ciencias de Vida y el Salón Norte. El Auditorio quedaria permanentemente preservado. Construido en 1938 por Works Progress Administration, el edificio adornado contiene la torre del reloj que aparece en muchas de las publicaciones de la universidad.

## Graduados Notables
- Susan Anton : cantante y actriz; Señorita California 1969; segunda finalista Miss América 1969
- Bob Bees : jugador de fútbol americano
- George Brown, Jr .: miembro de la Cámara de Representantes de los Estados Unidos de 1963 a 1971 y de 1973 a 1999, en representación de las regiones de San Bernardino y Riverside de California.
- Jack H. Brown: Stater Bros. Mercados Presidente del Directorio y Consejero Delegado[3]
- John Butler (fútbol americano) : director general de la Liga Nacional de Fútbol Americano de los Buffalo Bills y los San Diego Chargers.
- Wilmer Carter : miembro de la Asamblea del Estado de California, distrito 62 desde 2002 hasta el presente y homónimo de la escuela secundaria Wilmer Amina Carter
- Nick Coussoulis: desarrollador e inversor; construyó Coussoulis Arena en la Universidad Estatal de California, San Bernardino .
- Julio Cruz (béisbol) : ex beisbolista profesional que jugó en la segunda base de las ligas mayores entre 1977 y 1986; con los Marineros de Seattle, desde 1978 hasta 1983, robó más de 40 bases cada temporada y fue el líder de todos los tiempos del equipo en esa estadística.
- Rich Dauer : ex jugador de béisbol profesional que jugó con los Orioles de Baltimore principalmente como jugador de cuadro entre 1976 y 1985; fue un All-American en la Universidad del Sur de California y ayudó a los Trojans a ganar la Serie Mundial Universitaria de 1974; actualmente el entrenador de tercera base de los Rockies de Colorado.
- Gerald R. Eaves : Junta de Supervisores del Condado de San Bernardino de 1992 a 2000; Asambleísta del Estado de California de 1984 a 1992; Alcalde de Rialto de 1980 a 1984; Ayuntamiento de Rialto de 1977 a 1980.
- Dino Ebel : Entrenador de tercera base de los Dodgers de Los Ángeles.
- Dr. Guy H. Harris: profesor de química en Sisters of Mercy College en Burlingame, CA, investigador, Universidad de Stanford, químico, investigador, inventor, 51 patentes regentes de flotación con Dow Chemical, profesor titular de química, Universidad de Ghana, Accra, profesor John Universidad F. Kennedy, ingeniero de investigación visitante Universidad de California, Berkeley[4]
- Johnnie Harris : especialista defensivo de la Arena Football League con el Philadelphia Soul. Anteriormente jugó para Tampa Bay Storm (1996-1998), Orlando Predators (2005) y Grand Rapids Rampage (2006). Harris también jugó en la Liga Nacional de Fútbol como back defensivo de los Oakland Raiders (1999-2001) y los New York Giants (2000-2003).
- Bobby Hosea : jugador de fútbol de SBVC, actor; interpretó más de 70 papeles principales en televisión y cine, incluidos The OJ Simpson Story y DC Sniper: 23 Days of Fear .
- Ken Hubbs : segunda base que jugó de 1961 a 1963 para los Cachorros de Chicago en la Liga Nacional.
- Dennis Hansberger: Junta de Supervisores del Condado de San Bernardino de 1972 a 2008.
- Al Jury : oficial de fútbol en la Liga Nacional de Fútbol Americano (NFL) de 1978 a 2004 como juez de campo y luego como juez de respaldo cuando la liga intercambió nombres de posición en 1998. A lo largo de su carrera en la NFL, Jury fue seleccionado para oficiar en un récord de cinco Super Bowls: XX en 1986, XXII en 1988, XXIV en 1990, XXVIII en 1994 y XXXIV en 2000.
- Dirk Kempthorne : Secretario del Interior de EE. UU. de 2006 a 2009; Gobernador de Idaho de 1999 a 2006; Senador de los Estados Unidos por Idaho de 1993 a 1999.
- Jerry Lewis (político) : miembro de la Cámara de Representantes de los Estados Unidos desde 1979, en representación del distrito 41 del Congreso de California ; ex presidente del Comité de Asignaciones de la Cámara .
- Pat Morris (político) : Alcalde de San Bernardino 2005–Presente; fundador del Club de Niños y Niñas de San Bernardino; Juez del Tribunal Superior del Condado de San Bernardino de 1976 a 2005.
- Craig Newsome : esquinero de la NFL que jugó para los Green Bay Packers y los San Francisco 49ers. Fue el esquinero titular del equipo campeón de los Green Bay Packers de 1996. También tuvo un balón suelto forzado y una intercepción en el Super Bowl XXXI .
- Chuck Obershaw: ex director ejecutivo de Chuck Obershaw Toyota en San Bernardino.
- Chris Parker : jugador de fútbol americano
- Robert D. Pryor : Fuerzas Especiales (Ejército de los Estados Unidos) en la Guerra de Vietnam, Beneficiario de la Cruz de Servicio Distinguido (Estados Unidos)[5][6][7] Urbanista y Concejal de la Ciudad de Stanwood, Washington[8] Escritor[9][10] veteranos/ defensor de la prosopagnosia[11]
- Joseph C. Rodríguez : soldado del ejército de los Estados Unidos que recibió la Medalla de Honor, la condecoración militar más alta de los Estados Unidos por sus acciones cerca de Munye-ri, Corea durante la Guerra de Corea .
- Julie Sommars : actriz; nominada a un Globo de Oro a la Mejor Actriz de Reparto en un Drama.
- Dr. Earl R. Stadtman: bioquímico de renombre internacional
- Twyla Tharp : bailarina y coreógrafa. Ha ganado premios Emmy y Tony, y actualmente trabaja como coreógrafa en la ciudad de Nueva York.
- John Trudell : autor, poeta, actor, músico y activista político nativo americano.
- Mike Ulufale : jugador de fútbol americano
- Judith Valles : Alcaldesa de San Bernardino 1997-2005, es la primera alcaldesa latina electa en la historia de la Ciudad; en 2001 se postuló sin oposición para un segundo mandato.
- Tyree Washington : velocista; 5 veces medallista de oro en el relevo de 4 × 400 y los 400 m.
- Jim Weatherwax : miembro de los Packers campeones del Super Bowl I.
- Jimmy Webb : compositor; sus composiciones incluyen "Up, Up and Away", "By the Time I Get to Phoenix", "Wichita Lineman", "Galveston" y "MacArthur Park". Sus canciones han sido grabadas o interpretadas por Glen Campbell, The 5th Dimension, Richard Harris, Frank Sinatra, Elvis Presley, Isaac Hayes y REM, entre otros.
- Edwin Wylie Cirugía vascular : uno de los primeros pioneros estadounidenses que desarrolló y fomentó la formación avanzada en cirugía vascular e impulsó su reconocimiento como especialidad en los Estados Unidos en la década de 1970.
- Charles E. Young : canciller emérito y profesor de la Escuela de Asuntos Públicos de la UCLA; canciller de la Universidad de California, Los Ángeles de 1968 a 1997; presidente de la Universidad de Florida 1999-2004; actualmente el Director Ejecutivo del Museo de Arte Contemporáneo de Los Ángeles.

## En la cultura popular
- En el episodio de Moonlighting "The Dream Sequence Always Rings Twice", David Addison se despierta mientras usa una camiseta de baloncesto de los indios de SBVC.

## Enlaces Externos
- Página web oficial
- «Sistema de Información de Nombres Geográficos: San Bernardino Valley College». Geographic Names Information System (en inglés).

- Datos: Q7413443
- Multimedia: San Bernardino Valley College / Q7413443